# Pfarre Eferdinger Land

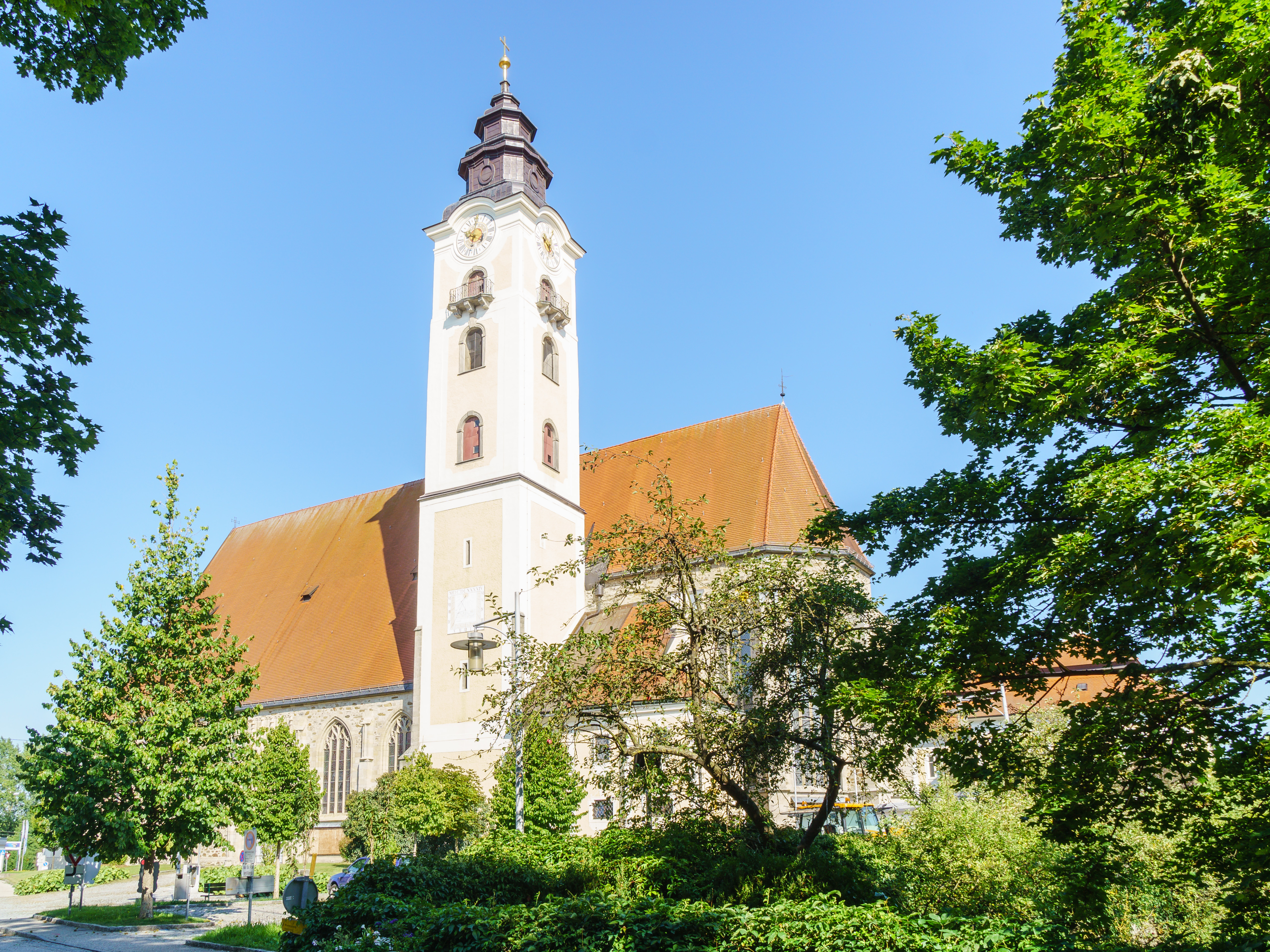
Pfarrkirche Eferding

Die Pfarre Eferdinger Land ist eine Pfarre der römisch-katholischen Diözese Linz. 

## Geschichte
Die Pfarre EferdingerLand wurde mit 1. Jänner 2023 im Zuge der von Bischof Manfred Scheuer umgesetzten Strukturreform der Diözese Linz neu gegründet und löst das zum 31. Dezember 2022 aufgehobene Dekanat Eferding als kirchliche Verwaltungseinheit ab. Die neue Pfarre hat ihren Verwaltungssitz in Eferding und umfasst 10 Pfarrteilgemeinden. Die Seelsorger in den Pfarrteilgemeinden sind dem hauptverantwortlichen Pfarrer der Pfarre EferdingerLand als Kooperatoren zugeordnet.

## Pfarrteilgemeinden mit Kirchengebäuden und Kapellen
| Pfarrteilgemeinde                | Patrozinium                                              | Kirchengebäude und Kapellen                                                    | Bild                        |
| -------------------------------- | -------------------------------------------------------- | ------------------------------------------------------------------------------ | --------------------------- |
| Alkoven                          | Hl. Anna und Hl. Margareta                               | Pfarrkirche Alkoven Filialkirche Annaberg                                      | Pfarrkirche Alkoven         |
| Aschach an der Donau             | Hl. Laurentius, Hl. Johannes der Täufer und Hl. Nikolaus | Pfarrkirche Aschach an der Donau Friedhofskapelle                              | Pfarrkirche Aschach         |
| Eferding                         | Unsere Liebe Frau und Hl. Hippolyt                       | Pfarrkirche Eferding Spitalskirche Kapelle Leumühle                            | Stadtpfarrkirche Eferding   |
| Haibach ob der Donau             | Hl. Nikolaus und Hl. Ulrich                              | Pfarrkirche Haibach ob der Donau Filialkirche Inzell                           | Pfarrkirche Hainbach        |
| Hartkirchen                      | Hl. Johannes der Täufer, Hl. Wolfgang und Hl. Stephanus  | Pfarrkirche Hartkirchen Wallfahrtskirche Hilkering Franziskanerkloster Pupping | Pfarrkirche Hartkirchen     |
| Maria Scharten                   | Mariä Geburt                                             | Pfarrkirche Scharten                                                           | Pfarrkirche Scharten        |
| Prambachkirchen                  | Maria, Königin der Apostel und Hl. Margareta             | Pfarrkirche Prambachkirchen Kapelle im Gymnasium Dachsberg                     | Pfarrkirche Prambachkirchen |
| Schönering                       | Hl. Stephanus                                            | Pfarrkirche Schönering                                                         | Pfarrkirche Schönering      |
| St. Marienkirchen an der Polsenz | Mariä Himmelfahrt                                        | Pfarrkirche St. Marienkirchen an der Polsenz                                   | Pfarrkirche Marienkirchen   |
| Stroheim                         | Maria Hilf und Hl. Johannes der Täufer                   | Pfarrkirche Stroheim Landerlkapelle in Geisberg                                | Pfarrkirche Stroheim        |

## Leitung
Pfarrer
- seit 2023 Klaus Dopler (bisher Pfarrer von Gallneukirchen)

Pastoralvorstände
- seit 2023 Helmut Eder

Verwaltungsvorstände
- seit 2023 Sylvia Stockhammer[3]